# Conrad Vorstius

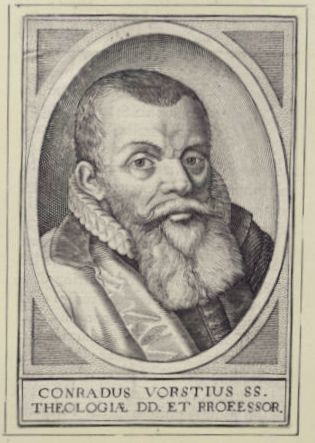
Conrad Vorstius

Conrad Vorstius (Keulen, 19 juli 1569 –  Tönning,  29 september 1622) of Konrad van der Vorst, was een Duits-Nederlands heterodox remonstrant theoloog en opvolger van Jacobus Arminius in de leerstoel theologie aan de Universiteit van  Leiden.

## Levensloop

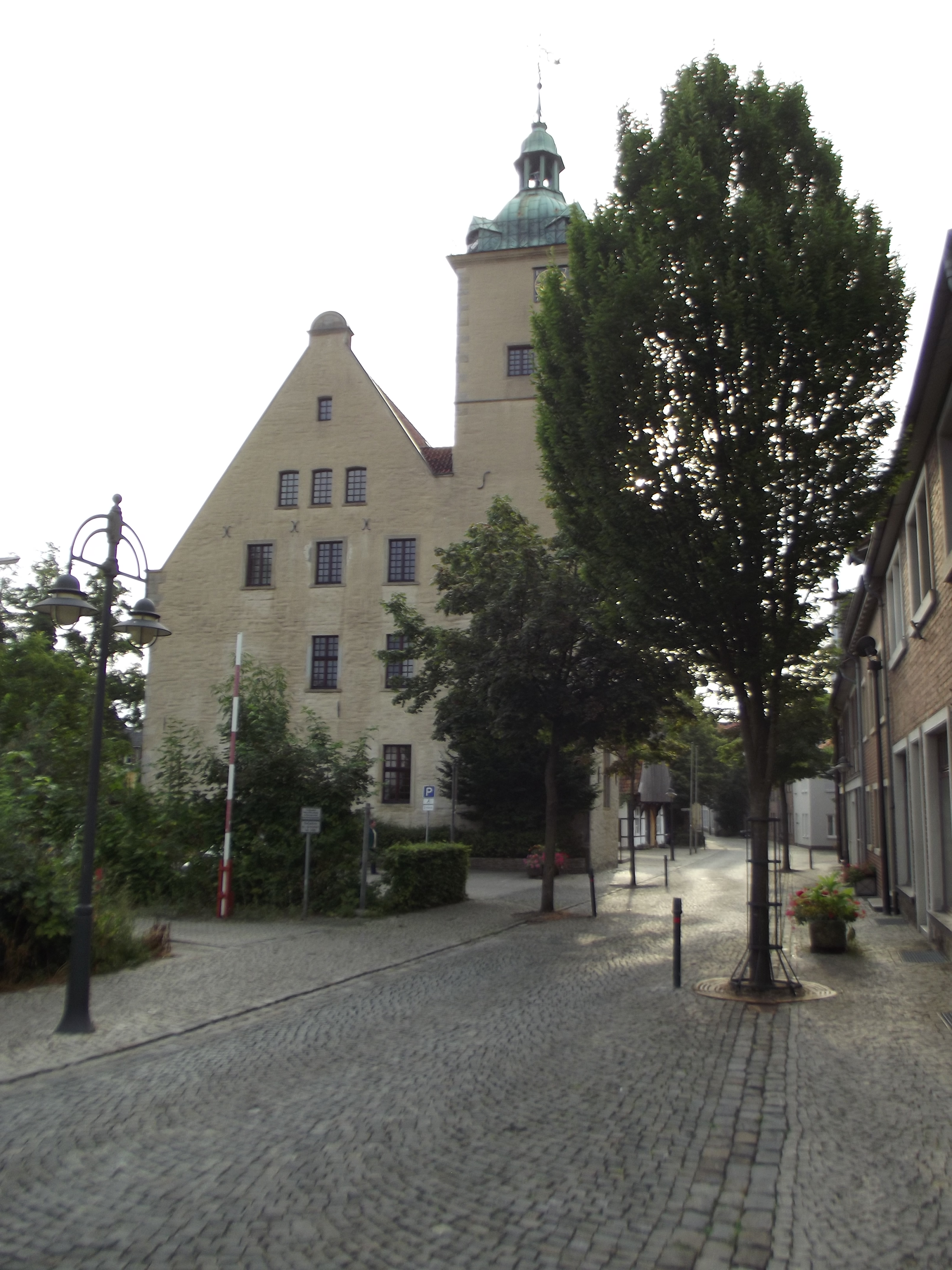
De hogeschool in Burgsteinfurt, waar Vorstius doceerde voor hij naar Leiden kwam

De ouders van Vorstius waren rooms-katholiek, maar hij stapte over naar de gereformeerde godsdienst. Van 1583 tot 1587 studeerde hij in Düsseldorf en in Aken. Vervolgens vestigde hij zich in het Sint-Laurentiuscollege in Keulen en deed er gedurende twee jaar handelsstudies. In 1589 wijzigde hij zijn intenties en van 1589 tot 1593 studeerde hij theologie aan de Herborn Academie om die te bekronen met een jaar in Heidelberg bij Johannes Piscator en te promoveren op 4 juli 1594 tot doctor in de godgeleerdheid.
In december 1595 trok hij naar Basel en Genève, en volgde er de lessen van Theodore Beza. In deze steden werden zijn disputaties opgemerkt onder de titels 
- De sacramentis (Basel, 1595) en
- De causis salutis (1595).

Ze wonnen hem de aanbieding van een leraarschap, met de goedkeuring van Beza en van Johann Jakob Grynaeus. Hij verkoos echter om in 1596 naar Burgsteinfurt te trekken. Hij verkreeg er een functie als docent aan de hogeschool van graaf von Bentheim, en bleef er vijftien jaar. Hij verdedigde de hervormde religie tegen de katholieke theoloog Robertus Bellarminus. In Burgsteinfurt publiceerde hij zijn werken 
- De praedestinatione (Burgsteinfurt, 1597),
- De sancta Trinitate (1597) en
- De persona et officio Christi (1597).

Ze bezorgden hem een verdenking van socinianisme. Hij kon nochtans in 1599 met succes zijn orthodoxie bewijzen voor de theologische faculteit van Heidelberg. In Burgsteinfurt kreeg hij in 1605 promotie door zijn benoeming tot predikant en assessor bij het Consistorie.

## In Leiden
Na de dood van Arminius, aanvaardde Vorstius om naar Leiden te komen. Hij werd er voorgesteld voor de leerstoel godgeleerdheid door gematigde leden van de remonstranten partij in Heidelberg en Arnhem, die akkoord gingen met zijn steun voor vrije meningsuiting.
In 1610 publiceerde hij opnieuw zijn Disputationes decem de natura et attributis Dei (Steinfurt, 1602) onder de titel Tractatus theologicus de Deo sive de natura et attributis Dei. Hetzelfde jaar publiceerde hij zijn Anti-Bellarminus (1610). 
Zijn verklaringen in de Tractatus over God, de goddelijke eigenschappen, de voorbestemming en Christus brachten er de contraremonstranten toe hem te beschuldigen van socinianisme en heterodoxie. De godgeleerden van Heidelberg veroordeelden zijn Tractatus. Vorstius diende hen van antwoord in zijn Protestatio epistolica contra theologorum Heidelbergensium (The Hague, 1610). In 1611 beschadigde hij zijn reputatie door een werk van Faustus Socinus, De auctoritate sanctae scripturae, her uit te geven, met een voorwoord van zijn hand. 
Vanwege de toenemende controverse werd zijn leerstoel een symbolisch strijdpunt tussen de twee partijen van remonstranten en contrareformanten. Johan van Oldenbarnevelt en Johannes Uyttenbogaert, twee leiders van de remonstranten, steunden de leerstoel van Vorstius, teneinde aldus het standpunt van de remonstrant Arminius in Leiden te laten doorklinken. Hugo Grotius sloot zich bij hen aan, als voorstander van de benoeming van geleerden in de universiteiten door de burgerlijke overheid. Sibrandus Lubbertus leidde de opponenten, tekende officieel protest aan bij de Staten van Holland en West-Friesland, en deed inspanningen om de anglicanen voor hun zienswijze te winnen, door zowel koning Jacobus I van Engeland aan te spreken, als de aartsbisschop van Canterbury George Abbott en andere godgeleerden.

## Oppositie vanwege koning Jacobus I van Engeland
In 1612 werd een pamflet gepubliceerd onder de titel The Workes of the most High and Mighty Prince James, By the grace of God Kinge of Great Brittaine, France & Ireland, Defendo of ye Faith, waarin Vorstius werd aangeklaagd. Hierin werd gemeld dat de Engelse koning, na lezing van werken van Vorstius, aan de Staten-Generaal het verzoek had gericht hem zonder uitstel uit het land te wijzen.
De reden voor zijn bemoeienis was dat Vorstius echte ketterijen verspreidde, die, als hij gelijk zou krijgen, de hele reformatie op de helling zette. De Staten-Generaal gaven maar weinig gevolg, verwikkeld als ze waren in de Tachtigjarige Oorlog.
Uiteindelijk werd de briefwisseling tussen de Engelsen en de Nederlanders in 1612 gepubliceerd in een pamflet van Jacobus I, A Declaration Concerning the Proceedings with the States Generall, of the United Provinces of the Low Covntreys, In the cause of D. Conradvs Vorstivs.
Jacobus I deed ook beroep op de ex-katholiek Richard Sheldon en op de katholiek William Warmington, om tegen Vorstius te schrijven. In 1613 vroeg Sir Dudley Carleton aan Paolo Sarpi om de zienswijzen van Vorstius te bestuderen. Het antwoord van Sarpi was tweesnijdend. Hij bekritiseerde alle hervormers met inbegrip van Jacobus I en zijn vermenging van religie en politiek.

## Verbannen
Vorstius antwoordde op de anglicaanse kritiek in zijn  Christiana ac modesta responsio ad articulos quosdam nuper ex Anglia transmissos (Leiden, 1611). 
James liet dit boek in het openbaar verbranden in Londen, Cambridge en Oxford en liet de Staten-Generaal weten, via zijn ambassadeur Ralph Winwood, dat hij ze als zijn vijanden zou beschouwen als ze zo een ketter verder op hun grondgebied zouden tolereren. Daarom achtten de Staten-Generaal zich verplicht Vorstius in 1612 zijn leerstoel te ontnemen, weliswaar met behoud van salaris. Hij vertrok in ballingschap naar Gouda. 
Aangezien de aanvallen tegen hem bleven duren, publiceerde hij een aantal polemische geschriften. Uiteindelijk, in 1619, werd hij als ketter veroordeeld door de calvinistische Synode van Dordrecht en verbannen.

## Later leven
Vorstius verliet Gouda en leefde in de clandestiniteit, meestal in de streek rond Utrecht. Zijn boeken werden in 1668 en 1669 uit de collectie van de librije van Gouda verwijderd en geveild met als reden dat de daarin verwoorde opvattingen in strijd waren met de gereformeerde leer en dus niet 'dienstig' waren. In 1622 kreeg hij een schuilplaats aangeboden door Hertog Frederik III van Sleeswijk-Holstein-Gottorp. Er wordt gezegd dat hij kort voor zijn dood een geloofsbelijdenis van socinianisme aflegde.

## Vorstiaanse theologie
De calvinisten hadden zich tegen de zienswijzen van Arminius gekant, maar hadden hem verder als een christen en een protestant beschouwd. Zich tegen hem verzetten zou betekend hebben dat men zich verzette tegen de politieke machthebbers die hem zijn leerstoel in Leiden hadden bezorgd. Maar toen Vorstius benoemd werd, namen de calvinisten de gelegenheid te baat om zich op te werpen als de verdedigers van het christelijk geloof. In hun ogen was Vorstius een zeer verdacht academicus, die de grenzen van de scholastische theologie opzocht.
Hij begon, volgens zijn tegenstrevers, steeds te argumenteren dat God in essentie niet oneindig was, dat zijn kennis over de toekomst beperkt bleef en dat hij niet bestendig overal tegelijk in het universum kon aanwezig zijn.
Er werd ook gezegd dat Vorstius iedere theologische stelling die hij naar voor bracht deed voorafgaan door de zinsnede Het lijkt er op dat. Hij kwam derhalve tevoorschijn, niet alleen als een heterodoxe theoloog, maar als een groot scepticus. Veel van zijn toehoorders en lezers concludeerden dat zijn geloof en zijn argumenten zich niet alleen buiten het christendom situeerden maar zelfs buiten het geloof in God.

## Nakomelingen
De zoon van Vorstius, Adolph Vorstius (Delft, 1597 – Leiden, 1663) werd in 1636 professor geneeskunde in de Universiteit van Leiden.
Die zijn zoon, Willem Hendrijk Vorstius (overleden 1 oktober 1652), studeerde rabbijnse literatuur, was remonstrant predikant in Leiden na 1642, en werd verdacht van socinianisme.
Zijn andere zoon, Guernerus (overleden maart 1682), was remonstrant predikant in Dokkum in 1632, maar werd voor vijf jaar verbannen in 1634. Toen hij al in 1635 terugkeerde werd hij gearresteerd en opnieuw verbannen. Hij was vervolgens predikant in Hoorn (1641), Leiden (1653) en Rotterdam (1658). Guernerus gaf zijn vader's boek uit Doodsteek der Calvinistische praedestinatie. 
Verdere nazaten van Vorstius bleven nog gedurende meer dan een eeuw predikanten in Nederlandse remonstrante gemeenten.

## Publicaties
Polemische geschriften van 1611-1613:
- Catalogua errorum sive hallucinationum D. Sibr. Lubberti, Steinfurt, 1611.
- Prodromus plenioris responsi suo tempore secuturi ad declarationem Sibrandi Lubberti et ministrorum Leovardenaium iteratam cautionem, Leiden, 1612.
- Responsum plenius ad scripta quaedam eristica, 1612.
- Paraenesis ad Sibrandum Lubbertum, Gouda, 1613.

## Voetnota's
1. ↑  W. B. Patterson, King James VI and I and the Reunion of Christendom (1997), p. 263.
2. ↑  The Decree of the LL. the Estates of Holland and West-Friesland concerning Conrad Vorstius, 1619. London: John Bill, 1619.

- Biblioteca Nacional de España: XX1763966
- Biografisch Portaal: 55237406
- Digitale Bibliotheek voor de Nederlandse Letteren: vors011
- Gemeinsame Normdatei: 123214513
- International Standard Name Identifier: 0000 0001 0969 4705
- Library of Congress Control Number: n90683369
- Nationale Bibliotheek van Tsjechië: ola2005262725
- Nationale Bibliotheek van Israël: 987007269548205171
- Nederlandse Thesaurus van Auteursnamen: 069602735
- LIBRIS: 277243
- SNAC: w6hx60sc
- Système universitaire de documentation: 077703286
- Virtual International Authority File: 49207854
- WorldCat: E39PBJcBTwWQpB66Gcc7qwfH4q